# SMS Hansa (1872)
El SMS Hansa fue el primer ironclad construido en Alemania, ya que los anteriores buques de este tipo de la Kaiserliche Marine eran de construcción francesa o británica. Recibió su nombre en honor a la Liga Hanseática, conocida en alemán simplemente como Hanse y latinizada como Hansa. El buque fue botado el 26 de octubre de 1872 y asignado en la Armada Imperial el 19 de mayo de 1875. Diseñado para el servicio oceánico, el Hansa estaba clasificado como corbeta blindada y tenía un armamento de ocho cañones de 210 mm/L19 en batería central.
El Hansa sirvió únicamente durante sus primeros nueve años con la flota alemana. En 1884, se descubrió que el hierro de su casco sufría graves problemas de corrosión, lo cual provocó que fuera retirado del servicio y fuera utilizado en distintos roles secundarios. Entre 1884 y 1888, sirvió como buque de guardia en Kiel y también para entrenamiento del personal de sala de máquinas y calderas. En 1888, fue dado de baja, y desde entonces fue usado como buque cuartel en Kiel. Fue trasladado a Mönkeberg en 1905, donde continuó siendo utilizado como buque de entrenamiento para el personal de calderas, hasta 1906 que fue vendido para su desguace.

## Diseño

### Características generales y maquinaria
El Hansa tenía una eslora en la línea de flotación de 71,73 m y máxima de 73,5 m. Su manga era de 14,1 m y su calado de 5,74 m a proa y 6,8 m a popa. El buque fue diseñado para desplazar 3950 t con carga normal y 4404 t con carga de combate. El casco del buque estaba formado por un armazón de hierro y una mezcla de hierro y madera de construcción. La parte sumergida del casco fue forrada con planchas de cobre para reducir la cantidad de biosuciedad marina adherida. Estaba dotado de seis compartimentos estancos.
La armada alemana comprobó que el buque era muy rígido en sus cualidades marineras. El Hansa era muy maniobrable y de fácil control navegando a vela; navegando a vapor, seguía siendo muy maniobrable, pero era difícil de controlar. La tripulación estaba compuesta por 28 oficiales y 371 suboficiales y marineros. Portaba varias embarcaciones menores, incluidas dos lanchas, una pinaza, dos cutters, una yola y un bote, además de otros botes menores y barcazas. Entre 1885 y 1888 fue equipado por redes antitorpedos.
El Hansa estaba motorizado por una sola máquina horizontal de tres cilindros y simple expansión construida por AG Vulcan en Stettin. La máquina accionaba una única hélice de tres palas y ø 6 m. El vapor, a una presión de 2 atmósferas, era suministrado por cuatro calderas, en un único cuarto de calderas. Las calderas evacuaban sus gases de combustión a una sola chimenea, que podía retraerse cuando el buque navegaba a vela. Su aparato motriz le proporcionaba una potencia de 450 caballos nominales, que le permitían alcanzar los 12 nudos. En sus pruebas de mar, alcanzó los 3275 cv indicados y una velocidad de 12,7 nudos. Su carga de carbón normal era de 310 toneladas, que le permitían una autonomía de 1330 millas náuticas a una velocidad de crucero de 10 nudos. El Hansa estaba dotado de una aparejo completo de fragata, con una superficie de velamen de 1760 m². Su rumbo era controlado por un solo timón.

### Armamento y blindaje
El Hansa estaba armado con ocho cañones de 210 mm L/19, cada uno de los cuales estaba dotado de 110 proyectiles. Los cañones estaban colocados en una casamata de dos pisos a mitad del buque, cuatro de ellos montados en batería lateral, dos a cada costado del buque. Los otros cuatro fueron colocados en casamatas sobre las esquinas de la casamata inferior, lo cual le dio una alta capacidad de fuego. Los cañones inferiores podían variar su inclinación desde −5° hasta 13°; con la máxima inclinación, tenían un alcance máximo de 3000 m. Los superiores podían variar su inclinación desde −8° hasta 14°, lo que les permitía alcanzar los 5700 m.
El blindaje del Hansa consistía en planchas de hierro sobre planchas de teca. Dicho blindaje fue fabricado en Gran Bretaña. Su cinturón blindado tenía un espesor de 152 mm a mitad del buque, que protegía sus zonas vitales. En proa y popa, el cinturón se reducía hasta los 114 mm de espesor. El blindaje estaba colocado sobre madera de teca, con un espesor de 306 mm. Las casamatas estaban blindadas con placas de 114 mm de espesor, al igual que la batería inferior y los mamparos.

## Historial de servicio

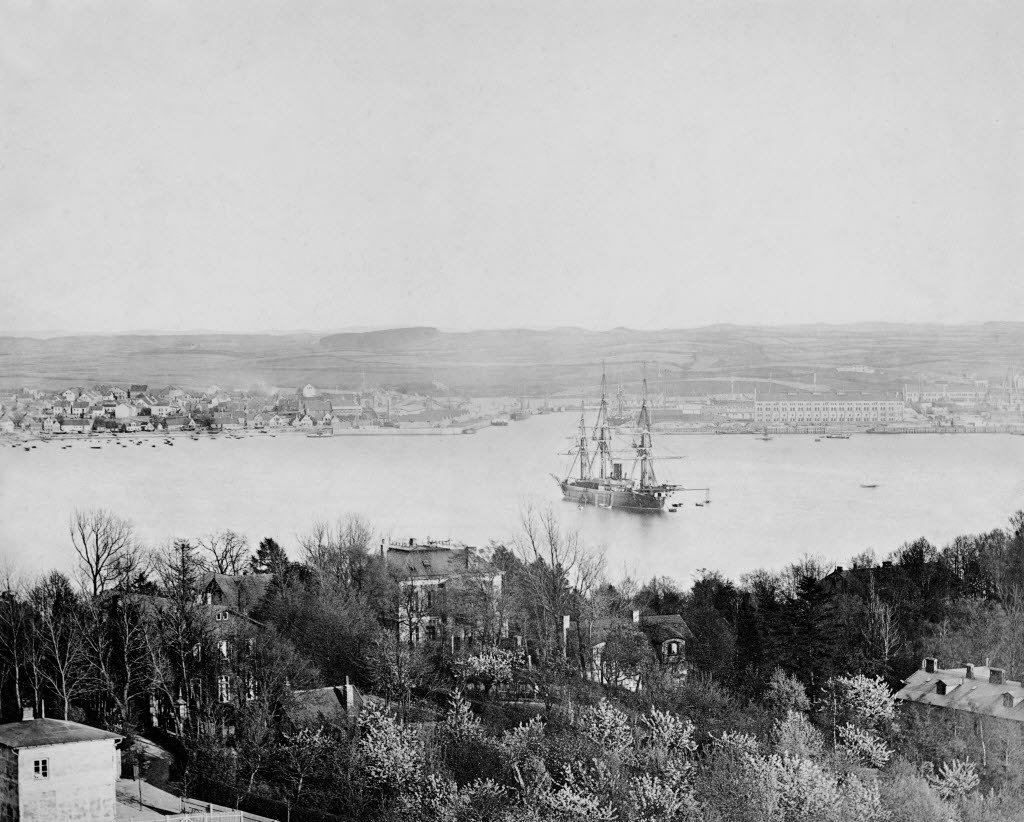
A la izquierda, el pueblo pesquero de Ellerbek, frente a la entrada de las piscinas de construcción y equipamiento del Astillero Imperial, el Panzerkorvette HANSA en Reede.

El Hansa fue puesto en grada en los astilleros Kaiserliche Werft de Danzig en 1868. Fue el primer ironclad construido en astilleros alemanes, ya que sus predecesores en la Kaiserliche Marine habían sido construidos en astilleros ingleses y franceses. El buque fue botado el 26 de octubre de 1872, tras lo cual fue trasladado a los astilleros AG Vulcan de Stettin para ser terminado allí. El proceso de construcción fue muy lento, y el  Hansa no se incorporó a la flota alemana hasta el 19 de mayo de 1875, dos años y medio después de ser botado, en comparación con todos los anteriores ironclad de fabricación no alemana, que fueron concluidos en menos de un año.
Diseñado para el servicio de protección en alta mar del tráfico mercante alemán, el Hansa pasó los primeros nueve años de su carrera en el extranjero. En 1884, se le detectaron graves problemas de corrosión en el casco, derivada del largo periodo de construcción, durante el cual el casco ya había comenzado a corroerse. Como resultado del mal estado del casco, el Hansa fue retirado del servicio activo en 1884 y pasó a ser utilizado como buqwue cuartel en Kiel. Mientras permaneció allí, también sirvió como entrenamiento para el personal de sala de máquinas y fogoneros. Fue formalmente dado de baja el 6 de agosto de 1888. Fue empleado como barracones en Kiel, hasta 1905. El Hansa fue posteriormente trasladado a Mönkeberg, donde fue usado como pontón y para entrenamiento de fogoneros. Finalmente, fue vendido para desguace en marzo de 1906 por 96.000 marcos oro y fue desguazado a finales del mismo año en Swinemünde.